# 得梅因鎮區 (愛荷華州波卡洪塔斯縣)
得梅因鎮區（英語：Des Moines Township）是位於美國愛荷華州波卡洪塔斯縣的一個行政鎮區。

## 地方資料
根據2010年美國人口普查的數據，得梅因鎮區的面積為94.30平方千米，當中陸地面積為93.62平方千米，而水域面積為0.68平方千米。當地共有人口169人，而人口密度為每平方千米1.79人。